# My Name (série télévisée)
Pour l’article homonyme, voir My Name.
My Name (hangeul : 마이 네임 ; RR : Mai Neim) est une série télévisée sud-coréenne créée par Kim Jin-min et Kim Ba-da et diffusée depuis le 15 octobre 2021 sur Netflix.

## Synopsis
À la recherche du meurtrier de son père, Yoon Ji-woo, une jeune femme motivée par la vengeance, intègre le puissant gang Dongcheon en faisant équipe avec le chef, qui va lui permettre de s'infiltrer au sein de la police pour en savoir plus sur la mort de son père.
Elle est ainsi affectée à la brigade des STUPS, où elle doit faire équipe avec son nouveau coéquipier, l'inspecteur Jeon Pil-do.

## Distribution
- Han So-hee (VF : Sara Chambin) : Yoon Ji-woo / Oh Hye-jin

Membre du gang Dongcheon, elle infiltre la police sous le nom d'Oh Hye-jin pour venger la mort de son père.
- Park Hee-soon (VF : Yann Guillemot) : Choi Mu-jin

Le patron de Dongcheon, le plus grand réseau de drogues en Corée du Sud. Il fait confiance à Ji-woo simplement à cause de son fort désespoir. Il était le meilleur ami du père de Ji-woo.
- Ahn Bo-hyun (VF : Martin Faliu) : Jeon Pil-do

Un détective de l'unité des stupéfiants de la police métropolitaine d'Inchang qui devient le coéquipier de Hye-jin à son arrivée. Au début, il a du mal à l'apprécier parce qu'elle a ruiné une opération d'infiltration qu'il prévoyait depuis 6 mois.
- Kim Sang-ho : Cha Gi-ho

Le chef de l'unité des stupéfiants de la police métropolitaine d'Inchang, qui jure d'abattre Dongcheon avant de prendre sa retraite.
- Lee Hak-joo (VF : Stéphane Ducreux) : Jung Tae-ju

Membre de Dongcheon, il est l'homme de main le plus fiable de Mu-jin.
- Chang Ryul (VF : Adrien Larmande) : Do Gang-jae

Ancien membre de Dongcheon, il cherche à se venger du gang après en avoir été expulsé pour tentative de viol contre Ji-woo, à la suite d'une défaite contre celle-ci lors d'un combat.
- Yoon Kyung-ho (VF : Bernard Bollet) : Yoon Dong-hoon

Le père de Ji-woo et l'ami proche de Mu-jin.
- Seo Sang-jong (VF : Christophe Desmottes) : l'inspecteur Na Dae-soo
- Moon Sang-min (VF : Cédric Ingard) : l'inspecteur Ko Gun-pyung

## Production
Le 11 août 2020, la plateforme Netflix confirme qu'elle diffusera la série, écrite par Kim Ba-da (le scénariste de Life Risking Romance) et réalisée par Kim Jin-min (le réalisateur d'Extracurricular).
En septembre 2020, le casting est dévoilé.
L'équipe commence à tourner en novembre 2020. Les acteurs effectuent la plupart des scènes de combat eux-mêmes et sont formés auprès de professionnels, au sein d'une école de cascadeurs. Ahn Bo-hyun s'est appuyé sur son expérience de la boxe pour camper Jeon Pil-do. Pour le rôle de Yoon Ji-woo, Han So-hee a pris dix kilos de muscles et a suivi un entraînement intensif ; malgré ces précautions, elle se blesse plusieurs fois sur le plateau.
Pour Han So-hee, un autre aspect se révèle particulièrement difficile à surmonter : le scénario comporte en effet une séquence très charnelle dont elle remet en cause l'utilité. Elle finit par accepter de suivre le script lorsqu'elle comprend que ce moment est un passage clef pour son personnage : « La scène était le seul moment où Ji-woo pouvait se sentir humaine [...]. Grâce à ça, elle se sentait de nouveau vivante » analyse la comédienne. Le réalisateur Kim Ji-min, pour sa part, y voit « une scène qui se concentre sur les sentiments de deux êtres humains, [...] plus proches de l'instinct animal que de l'amour ».
Le tournage prend fin en février 2021. 
Le 7 octobre 2021, les trois premiers épisodes sont projetés en avant-première au 26e Festival international du film de Busan dans la catégorie « On Screen ». Quelques jours plus tard, l'intégralité de My Name est diffusée sur Netflix. 

## Bande originale
| No  | Titre                 | Artiste(s)                     | Durée |
| --- | --------------------- | ------------------------------ | ----- |
| 1.  | My Name               | Hwang Sang Jun, Swervy, JEMINN | 4:16  |
| 2.  | Mediocre Life         | Hwang Sang Jun, Pre-Holiday    | 2:53  |
| 3.  | Alone                 | Park Eun-ji                    | 4:14  |
| 4.  | Chasing lost memories | Lee Tae hyeon                  | 3:36  |
| 5.  | Shadow                | Lee Ahram                      | 3:28  |
| 6.  | Decision              | Ma Sang Woo                    | 2:51  |
| 7.  | Confusion             | Park Eun-ji                    | 2:44  |
| 8.  | Duel                  | Lee Ahram                      | 3:17  |
| 9.  | I was on to you       | Ma Sang Woo                    | 3:14  |
| 10. | Fighter               | Ma Sang Woo                    | 3:36  |
| 11. | In my Mind            | Lee Tae hyeon                  | 2:48  |
| 12. | Empty                 | Park Eun-ji                    | 3:32  |
| 13. | Remembrance           | Yeom Seung-jae                 | 2:26  |
| 14. | Force                 | Lee Ahram                      | 2:21  |
| 15. | Nightmare             | Lee Ahram                      | 3:39  |
| 16. | Lost Control          | Lee Tae hyeon                  | 3:34  |
| 17. | Undercover            | Lee Tae hyeon                  | 3:43  |
| 18. | Training              | Park Eun-ji                    | 3:19  |
| 19. | Port City             | Hwang Sang Jun                 | 2:46  |

## Accueil

### Réception en Corée du Sud

#### Récompenses et nominations
| Cérémonie                 | Année | Catégorie                                                        | Participant(e) | Résultat   | Référence |
| ------------------------- | ----- | ---------------------------------------------------------------- | -------------- | ---------- | --------- |
| APAN Star Awards          | 2022  | Prix d'excellence pour une actrice dans un drama diffusé via OTT | Han So-hee     | Nomination | [ 9 ]     |
| APAN Star Awards          | 2022  | Prix d'excellence pour un acteur dans un drama diffusé via OTT   | Ahn Bo-hyun    | Lauréat    | [ 9 ]     |
| APAN Star Awards          | 2022  | Meilleur acteur dans un second rôle                              | Yoon Kyung-ho  | Nomination | [ 9 ]     |
| APAN Star Awards          | 2022  | Prix de la célébrité la plus populaire remis à une actrice       | Han So-hee     | Nomination | [ 9 ]     |
| Baeksang Arts Awards      | 2022  | Meilleure actrice                                                | Han So-hee     | Nomination | [ 10 ]    |
| Blue Dragon Series Awards | 2022  | Meilleur acteur dans un second rôle                              | Ahn Bo-hyun    | Nomination | [ 11 ]    |
| Blue Dragon Series Awards | 2022  | Révélation masculine                                             | Chang Ryul     | Nomination | [ 11 ]    |
| Blue Dragon Series Awards | 2022  | Révélation féminine                                              | Han So-hee     | Nomination | [ 11 ]    |

### Réception dans les pays anglophones
Rotten Tomatoes affiche 100 % des critiques positives et IMDb recense une moyenne de 7,8/10.
My Name figure dans le Top 10 des meilleurs dramas sud-coréens de 2021 établi par le magazine New Musical Express.

### Réception dans les pays francophones
Le drama est bien reçu dans les pays francophones, du côté des spécialistes comme des spectateurs.
My Name figure dans la sélection établie par Jessica Cohen, la créatrice du magazine K-Society, dans l'ouvrage K-dramas : 100 séries télé coréennes incontournables. L'autrice définit la série en ces termes : « Sombre, violente, brutale, [c'est] une histoire de vengeance dans un monde impitoyable ». Quant à la séquence intime qui a créé le buzz, Cohen n'y voit pas une simple scène érotique mais un passage psychologique où Ji-woo, qui n'avait plus rien à perdre, retrouve « une part de son humanité ». L'autrice salue également la prestation des acteurs, Han So-hee et Ahn Bo-hyun en tête, lesquels ont réalisé la grande majorité de leurs scènes d'action.
Dans son Guide des K-dramas : 150 recommandations de dramas asiatiques, la vidéaste Sam ne cache pas son enthousiasme : « Accompagnées de musiques à couper le souffle, les scènes d'action sont magistrales. [...] [Elles nous offrent] des courses poursuites endiablées et des effusions de sang à vous en faire tourner la tête ». Si elle voit dans la série une digne héritière du cinéma d'action sud-coréen, elle pose un bémol sur le manque de réalisme de certains passages, lié notamment à la résilience physique exagérée des personnages.
Via son livre 101 k-dramas à voir absolument, la créatrice de contenus Kelly s'avère également conquise : « Le scénario est complexe et chaque épisode révèle de nouvelles couches de l'intrigue, offrant des rebondissements inattendus. [...] La cinématographie sombre et soignée reflète l'atmosphère obscure et dangereuse du monde du crime. [...] Les combats sont à la fois réalistes et spectaculaires, ajoutant une dimension visuelle captivante à l'histoire ». Elle encense également la performance des acteurs principaux Han So-hee et Ahn Bo-hyun ainsi que l'entraînement auquel ils se sont pliés. Ses deux reproches majeurs se focalisent sur les stéréotypes et le manque d'émotion, la série ne laissant pas le temps aux spectateurs d'assimiler les tragédies qu'elle leur inflige.
Le site spécialisé Nautiljon recense une moyenne de 8,9/10 ; Allociné affiche une moyenne de 4,3/5 et SensCritique de 7,2/10.